# Араниеш (Хунедоара)
Араниеш (рум. Arănieș) насеље је у Румунији у округу Хунедоара у општини Чербал. Oпштина се налази на надморској висини од 645 m.

## Историја
Према државном шематизму православног клира Угарске у месту "Арани" је живело 1846. године 90 породица, уз филијарце из Гертиамош - 45 породица. Месни парох тада је поп Адам Преда, којем помаже капелан поп Теодор Сирб (Србин).

## Становништво
Према подацима из 2002. године у насељу је живело 42 становника, од којих су сви румунске националности.